# Ramzi Saleh
Ramzi Soliman Ahmed Saleh (in arabo رمزي صالح‎?; Il Cairo, 8 agosto 1980) è un ex calciatore egiziano naturalizzato palestinese, di ruolo portiere.

## Carriera

### Club
Muove i suoi primi passi nelle giovanili dell'Al-Ittihad in Arabia Saudita. Complice la regola imposta dalla federazione saudita che vieta l'utilizzo di portieri stranieri, nel 1999 approda allo Shabab Jabalaya in Palestina, dove resta per 9 anni.
Il 4 giugno 2008 viene tesserato dall'Al-Ahly. Partito come seconda scelta nelle gerarchie di Manuel José, nel corso della stagione - complici alcuni errori commessi dal collega Amir Abdelhamid - riesce a guadagnarsi i gradi di titolare, contribuendo alla vittoria del campionato. Relegato a terza scelta - a causa di un infortunio - alle spalle di Sherif Ekramy e Ahmed Adel, il 30 giugno 2010 passa all'Al-Merreikh, società militante nel campionato sudanese.
Il 30 luglio 2011 torna in Egitto, accordandosi con lo Smouha. Il 25 luglio 2018, dopo un anno di inattività, si accorda per una stagione con l'El-Gouna. Il 1º novembre 2019 annuncia il proprio ritiro.

### Nazionale
Esordisce in nazionale il 31 marzo 2000 contro il Qatar in un incontro valido per le qualificazioni alla Coppa d'Asia. Il 30 maggio 2014 si aggiudica l'AFC Challenge Cup - primo trofeo internazionale vinto nella storia della Palestina - successo che garantisce l'accesso ad una storica qualificazione alla Coppa d'Asia. Esordisce nella competizione il 12 gennaio 2015 contro il Giappone. In totale conta 68 presenze con la selezione palestinese.

## Statistiche

### Presenze e reti nei club
Statistiche aggiornate al 30 giugno 2019.
| Stagione               | Squadra                | Campionato             | Campionato | Campionato | Coppe nazionali | Coppe nazionali | Coppe nazionali | Coppe continentali | Coppe continentali | Coppe continentali | Altre coppe | Altre coppe | Altre coppe | Totale | Totale |
| Stagione               | Squadra                | Comp                   | Pres       | Reti       | Comp            | Pres            | Reti            | Comp               | Pres               | Reti               | Comp        | Pres        | Reti        | Pres   | Reti   |
| ---------------------- | ---------------------- | ---------------------- | ---------- | ---------- | --------------- | --------------- | --------------- | ------------------ | ------------------ | ------------------ | ----------- | ----------- | ----------- | ------ | ------ |
| 2008-2009              | Al-Ahly                | PL                     | 12+1       | -10        | CE              | 2               | -1              | CCL+CC             | 4+2                | -3 + -3            | SE+SA+Cmc   | 0           | 0           | 21     | -17    |
| 2009-gen. 2010         | Al-Ahly                | PL                     | 0          | 0          | CE              | 0               | 0               | CCL                | 0                  | 0                  | SE          | 0           | 0           | 0      | 0      |
| Totale Al-Ahly         | Totale Al-Ahly         | Totale Al-Ahly         | 12+1       | -10        |                 | 2               | -1              |                    | 6                  | -6                 |             | 0           | 0           | 21     | -17    |
| 2010                   | Al-Merrikh             | PL                     | 22         | -16        | SC              | 0               | 0               | CCL                | -                  | -                  | -           | -           | -           | 22     | -16    |
| 2011                   | Al-Merrikh             | PL                     | 0          | 0          | SC              | 0               | 0               | CCL                | 0                  | 0                  | -           | -           | -           | 0      | 0      |
| Totale Smouha          | Totale Smouha          | Totale Smouha          | 22         | -16        |                 | 0               | 0               |                    | 0                  | 0                  |             | -           | -           | 22     | -16    |
| 2011-2012              | Smouha                 | PL                     | 13         | -19        | CE              | 1               | -1              | -                  | -                  | -                  | -           | -           | -           | 14     | -20    |
| 2012-2013              | Smouha                 | PL                     | 6          | -5         | CE              | 0               | 0               | -                  | -                  | -                  | -           | -           | -           | 6      | -5     |
| Totale Smouha          | Totale Smouha          | Totale Smouha          | 19         | -24        |                 | 1               | -1              |                    | -                  | -                  |             | -           | -           | 20     | -25    |
| 2013-2014              | Misr Lel Makasa        | PL                     | 3          | -6         | CE              | 0               | 0               | -                  | -                  | -                  | -           | -           | -           | 3      | -6     |
| 2014-gen. 2015         | Misr Lel Makasa        | PL                     | 0          | 0          | CE              | 0               | 0               | -                  | -                  | -                  | -           | -           | -           | 0      | 0      |
| Totale Misr Lel Makasa | Totale Misr Lel Makasa | Totale Misr Lel Makasa | 3          | -6         |                 | 0               | 0               |                    | -                  | -                  |             | -           | -           | 3      | -6     |
| gen.-giu. 2015         | Alassiouty             | PL                     | 6          | -14        | CE              | -               | -               | -                  | -                  | -                  | -           | -           | -           | 6      | -14    |
| 2015-2016              | Al-Masry               | PL                     | 29         | -35        | CE              | 0               | 0               | -                  | -                  | -                  | -           | -           | -           | 29     | -35    |
| 2016-2017              | Al-Masry               | PL                     | 0          | 0          | CE              | 0               | 0               | -                  | -                  | -                  | -           | -           | -           | 0      | 0      |
| Totale Al-Masry        | Totale Al-Masry        | Totale Al-Masry        | 29         | -35        |                 | 0               | 0               |                    | -                  | -                  |             | -           | -           | 29     | -35    |
| 2018-2019              | El-Gouna               | PL                     | 0          | 0          | CE              | 0               | 0               | -                  | -                  | -                  | -           | -           | -           | 0      | 0      |
| Totale carriera        | Totale carriera        | Totale carriera        | 92         | -105       |                 | 3               | -2              |                    | 6                  | -6                 |             | 0           | 0           | 101    | -113   |

### Cronologia presenze e reti in nazionale
| Cronologia completa delle presenze e delle reti in nazionale ― Palestina | Cronologia completa delle presenze e delle reti in nazionale ― Palestina | Cronologia completa delle presenze e delle reti in nazionale ― Palestina | Cronologia completa delle presenze e delle reti in nazionale ― Palestina | Cronologia completa delle presenze e delle reti in nazionale ― Palestina | Cronologia completa delle presenze e delle reti in nazionale ― Palestina | Cronologia completa delle presenze e delle reti in nazionale ― Palestina | Cronologia completa delle presenze e delle reti in nazionale ― Palestina |
| Data                                                                     | Città                                                                    | In casa                                                                  | Risultato                                                                | Ospiti                                                                   | Competizione                                                             | Reti                                                                     | Note                                                                     |
| ------------------------------------------------------------------------ | ------------------------------------------------------------------------ | ------------------------------------------------------------------------ | ------------------------------------------------------------------------ | ------------------------------------------------------------------------ | ------------------------------------------------------------------------ | ------------------------------------------------------------------------ | ------------------------------------------------------------------------ |
| 31-3-2000                                                                | Doha                                                                     | Qatar                                                                    | 1 – 0                                                                    | Palestina                                                                | Qual. Coppa d'Asia 2000                                                  | -1                                                                       |                                                                          |
| 24-5-2000                                                                | Amman                                                                    | Palestina                                                                | 0 – 1                                                                    | Siria                                                                    | WAFF Championship 2000 - 1º turno                                        | -1                                                                       |                                                                          |
| 26-5-2000                                                                | Amman                                                                    | Iran                                                                     | 1 – 1                                                                    | Palestina                                                                | WAFF Championship 2000 - 1º turno                                        | -1                                                                       |                                                                          |
| 28-5-2000                                                                | Amman                                                                    | Palestina                                                                | 2 – 3                                                                    | Kazakistan                                                               | WAFF Championship 2000 - 1º turno                                        | -3                                                                       |                                                                          |
| 4-3-2001                                                                 | Hong Kong                                                                | Hong Kong                                                                | 1 – 1                                                                    | Palestina                                                                | Qual. Mondiali 2002                                                      | -1                                                                       |                                                                          |
| 8-3-2001                                                                 | Hong Kong                                                                | Palestina                                                                | 1 – 2                                                                    | Qatar                                                                    | Qual. Mondiali 2002                                                      | -2                                                                       |                                                                          |
| 11-3-2001                                                                | Hong Kong                                                                | Palestina                                                                | 1 – 0                                                                    | Malaysia                                                                 | Qual. Mondiali 2002                                                      | -                                                                        |                                                                          |
| 20-3-2001                                                                | Doha                                                                     | Palestina                                                                | 1 – 0                                                                    | Hong Kong                                                                | Qual. Mondiali 2002                                                      | -                                                                        |                                                                          |
| 23-3-2001                                                                | Doha                                                                     | Qatar                                                                    | 2 – 1                                                                    | Palestina                                                                | Qual. Mondiali 2002                                                      | -2                                                                       | 72’                                                                      |
| 25-3-2001                                                                | Doha                                                                     | Malaysia                                                                 | 4 – 3                                                                    | Palestina                                                                | Qual. Mondiali 2002                                                      | -4                                                                       |                                                                          |
| 30-8-2002                                                                | Damasco                                                                  | Siria                                                                    | 2 – 1                                                                    | Palestina                                                                | WAFF Championship 2002 - 1º turno                                        | -2                                                                       |                                                                          |
| 1-9-2002                                                                 | Damasco                                                                  | Palestina                                                                | 0 – 2                                                                    | Iraq                                                                     | WAFF Championship 2002 - 1º turno                                        | -2                                                                       |                                                                          |
| 16-12-2002                                                               | Al Kuwait                                                                | Palestina                                                                | 1 – 1                                                                    | Giordania                                                                | Coppa araba 2002 - 1º turno                                              | -1                                                                       |                                                                          |
| 23-12-2002                                                               | Al Kuwait                                                                | Sudan                                                                    | 2 – 2                                                                    | Palestina                                                                | Coppa araba 2002 - 1º turno                                              | -2                                                                       |                                                                          |
| 25-12-2002                                                               | Al Kuwait                                                                | Kuwait                                                                   | 3 – 3                                                                    | Palestina                                                                | Coppa araba 2002 - 1º turno                                              | -3                                                                       |                                                                          |
| 18-2-2004                                                                | Al Wakrah                                                                | Palestina                                                                | 8 – 0                                                                    | Taipei cinese                                                            | Qual. Mondiali 2006                                                      | -                                                                        |                                                                          |
| 26-3-2004                                                                | Damasco                                                                  | Siria                                                                    | 1 – 1                                                                    | Palestina                                                                | Amichevole                                                               | -1                                                                       |                                                                          |
| 31-3-2004                                                                | Al Wakrah                                                                | Palestina                                                                | 1 – 1                                                                    | Iraq                                                                     | Qual. Mondiali 2006                                                      | -1                                                                       |                                                                          |
| 9-6-2004                                                                 | Tashkent                                                                 | Uzbekistan                                                               | 3 – 0                                                                    | Palestina                                                                | Qual. Mondiali 2006                                                      | -3                                                                       |                                                                          |
| 17-6-2004                                                                | Teheran                                                                  | Palestina                                                                | 1 – 1                                                                    | Giordania                                                                | WAFF Championship 2004 - 1º turno                                        | -1                                                                       |                                                                          |
| 2-9-2004                                                                 | Al Muharraq                                                              | Bahrein                                                                  | 1 – 0                                                                    | Palestina                                                                | Amichevole                                                               | -                                                                        | 15’                                                                      |
| 8-9-2004                                                                 | Al Rayyan                                                                | Palestina                                                                | 0 – 3                                                                    | Uzbekistan                                                               | Qual. Mondiali 2006                                                      | -3                                                                       |                                                                          |
| 1-12-2005                                                                | Al Rayyan                                                                | Iraq                                                                     | 4 – 0                                                                    | Palestina                                                                | Amichevole                                                               | -4                                                                       |                                                                          |
| 3-12-2005                                                                | Al Rayyan                                                                | Arabia Saudita                                                           | 2 – 0                                                                    | Palestina                                                                | Amichevole                                                               | -2                                                                       |                                                                          |
| 7-2-2006                                                                 | Damasco                                                                  | Siria                                                                    | 3 – 0                                                                    | Palestina                                                                | Amichevole                                                               | -3                                                                       |                                                                          |
| 16-2-2006                                                                | Al Muharraq                                                              | Bahrein                                                                  | 0 – 2                                                                    | Palestina                                                                | Amichevole                                                               | -                                                                        |                                                                          |
| 18-2-2006                                                                | Lahore                                                                   | Pakistan                                                                 | 0 – 3                                                                    | Palestina                                                                | Amichevole                                                               | -                                                                        |                                                                          |
| 22-2-2006                                                                | Guangzhou                                                                | Cina                                                                     | 2 – 0                                                                    | Palestina                                                                | Qual. Coppa d'Asia 2007                                                  | -2                                                                       |                                                                          |
| 1-3-2006                                                                 | Amman                                                                    | Palestina                                                                | 1 – 0                                                                    | Singapore                                                                | Qual. Coppa d'Asia 2007                                                  | -                                                                        |                                                                          |
| 5-4-2006                                                                 | Dacca                                                                    | Bangladesh                                                               | 1 – 1                                                                    | Palestina                                                                | AFC Challenge Cup 2006 - 1º turno                                        | -1                                                                       |                                                                          |
| 9-4-2006                                                                 | Dacca                                                                    | Palestina                                                                | 0 – 1                                                                    | Kirghizistan                                                             | AFC Challenge Cup 2006 - Quarti di finale                                | -1                                                                       |                                                                          |
| 17-8-2006                                                                | Amman                                                                    | Palestina                                                                | 0 – 3                                                                    | Iraq                                                                     | Qual. Coppa d'Asia 2007                                                  | -3                                                                       |                                                                          |
| 6-9-2006                                                                 | al-'Ayn                                                                  | Iraq                                                                     | 2 – 2                                                                    | Palestina                                                                | Qual. Coppa d'Asia 2007                                                  | -2                                                                       | 41’                                                                      |
| 11-10-2006                                                               | Amman                                                                    | Palestina                                                                | 0 – 2                                                                    | Cina                                                                     | Qual. Coppa d'Asia 2007                                                  | -2                                                                       |                                                                          |
| 18-6-2007                                                                | Amman                                                                    | Iraq                                                                     | 1 – 0                                                                    | Palestina                                                                | WAFF Championship 2007 - 1º turno                                        | -1                                                                       |                                                                          |
| 20-6-2007                                                                | Amman                                                                    | Iran                                                                     | 2 – 0                                                                    | Palestina                                                                | WAFF Championship 2007 - 1º turno                                        | -2                                                                       |                                                                          |
| 8-10-2007                                                                | Doha                                                                     | Palestina                                                                | 0 – 4                                                                    | Singapore                                                                | Qual. Mondiali 2010                                                      | -                                                                        |                                                                          |
| 7-8-2008                                                                 | Teheran                                                                  | Iran                                                                     | 3 – 0                                                                    | Palestina                                                                | WAFF Championship 2008 - 1º turno                                        | -3                                                                       | 27’                                                                      |
| 9-8-2008                                                                 | Teheran                                                                  | Palestina                                                                | 0 – 1                                                                    | Qatar                                                                    | WAFF Championship 2008 - 1º turno                                        | -1                                                                       |                                                                          |
| 10-10-2009                                                               | Dubai                                                                    | Emirati Arabi Uniti                                                      | 1 – 1                                                                    | Palestina                                                                | Amichevole                                                               | -1                                                                       | Cap.                                                                     |
| 4-6-2010                                                                 | Khartum                                                                  | Sudan                                                                    | 1 – 1                                                                    | Palestina                                                                | Amichevole                                                               | -1                                                                       | Cap.                                                                     |
| 27-9-2010                                                                | Amman                                                                    | Yemen                                                                    | 3 – 1                                                                    | Palestina                                                                | WAFF Championship 2010 - 1º turno                                        | -3                                                                       | Cap.                                                                     |
| 29-9-2010                                                                | Amman                                                                    | Palestina                                                                | 0 – 3                                                                    | Iraq                                                                     | WAFF Championship 2010 - 1º turno                                        | -3                                                                       | Cap.                                                                     |
| 8-3-2012                                                                 | Kathmandu                                                                | Nepal                                                                    | 0 – 2                                                                    | Palestina                                                                | AFC Challenge Cup 2012 - 1º turno                                        | -                                                                        | Cap.                                                                     |
| 12-3-2012                                                                | Kathmandu                                                                | Maldive                                                                  | 0 – 2                                                                    | Palestina                                                                | AFC Challenge Cup 2012 - 1º turno                                        | -                                                                        | Cap.                                                                     |
| 16-3-2012                                                                | Kathmandu                                                                | Corea del Nord                                                           | 2 – 0                                                                    | Palestina                                                                | AFC Challenge Cup 2012 - Semifinale                                      | -2                                                                       | Cap. 85’                                                                 |
| 19-3-2012                                                                | Kathmandu                                                                | Filippine                                                                | 4 – 3                                                                    | Palestina                                                                | AFC Challenge Cup 2012 - Finale 3º posto                                 | -4                                                                       | Cap. 90+3’                                                               |
| 28-5-2012                                                                | Doha                                                                     | Qatar                                                                    | 0 – 0                                                                    | Palestina                                                                | Amichevole                                                               | -                                                                        | Cap. 46’                                                                 |
| 18-6-2012                                                                | Sana'a                                                                   | Yemen                                                                    | 1 – 2                                                                    | Palestina                                                                | Amichevole                                                               | -1                                                                       | Cap. 46’                                                                 |
| 25-6-2012                                                                | Ta'if                                                                    | Kuwait                                                                   | 2 – 0                                                                    | Palestina                                                                | Coppa araba 2012 - 1º turno                                              | -2                                                                       | Cap.                                                                     |
| 28-6-2012                                                                | Ta'if                                                                    | Arabia Saudita                                                           | 2 – 2                                                                    | Palestina                                                                | Coppa araba 2012 - 1º turno                                              | -2                                                                       | Cap.                                                                     |
| 8-12-2012                                                                | Al Kuwait                                                                | Kuwait                                                                   | 2 – 1                                                                    | Palestina                                                                | WAFF Championship 2012 - 1º turno                                        | -2                                                                       | Cap. 86’                                                                 |
| 21-3-2013                                                                | Al Kuwait                                                                | Kuwait                                                                   | 2 – 1                                                                    | Palestina                                                                | Amichevole                                                               | -2                                                                       | Cap.                                                                     |
| 8-6-2013                                                                 | Amman                                                                    | Giordania                                                                | 4 – 1                                                                    | Palestina                                                                | Amichevole                                                               | -4                                                                       | Cap. 81’                                                                 |
| 25-12-2013                                                               | Doha                                                                     | Qatar                                                                    | 1 – 0                                                                    | Palestina                                                                | WAFF Championship 2014 - 1º turno                                        | -1                                                                       | Cap.                                                                     |
| 28-12-2013                                                               | Doha                                                                     | Palestina                                                                | 0 – 0                                                                    | Arabia Saudita                                                           | WAFF Championship 2014 - 1º turno                                        | -                                                                        | Cap.                                                                     |
| 19-5-2014                                                                | Malé                                                                     | Palestina                                                                | 1 – 0                                                                    | Kirghizistan                                                             | AFC Challenge Cup 2014 - 1º turno                                        | -                                                                        | Cap.                                                                     |
| 21-5-2014                                                                | Malé                                                                     | Birmania                                                                 | 0 – 2                                                                    | Palestina                                                                | AFC Challenge Cup 2014 - 1º turno                                        | -                                                                        | Cap.                                                                     |
| 23-5-2014                                                                | Malé                                                                     | Maldive                                                                  | 0 – 0                                                                    | Palestina                                                                | AFC Challenge Cup 2014 - 1º turno                                        | -                                                                        | Cap.                                                                     |
| 27-5-2014                                                                | Malé                                                                     | Palestina                                                                | 2 – 0                                                                    | Afghanistan                                                              | AFC Challenge Cup 2014 - Semifinale                                      | -                                                                        | Cap.                                                                     |
| 30-5-2014                                                                | Malé                                                                     | Palestina                                                                | 1 – 0                                                                    | Filippine                                                                | AFC Challenge Cup 2014 - Finale                                          | -                                                                        | Cap.                                                                     |
| 6-9-2014                                                                 | Manila                                                                   | Palestina                                                                | 7 – 3 dts                                                                | Taipei cinese                                                            | Amichevole                                                               | -3                                                                       | Cap.                                                                     |
| 6-10-2014                                                                | Siliguri                                                                 | India                                                                    | 2 – 3                                                                    | Palestina                                                                | Amichevole                                                               | -2                                                                       | Cap.                                                                     |
| 12-10-2014                                                               | Lahore                                                                   | Pakistan                                                                 | 0 – 2                                                                    | Palestina                                                                | Amichevole                                                               | -                                                                        | Cap.                                                                     |
| 6-11-2014                                                                | Dammam                                                                   | Arabia Saudita                                                           | 2 – 0                                                                    | Palestina                                                                | Amichevole                                                               | -                                                                        | Cap.                                                                     |
| 21-12-2014                                                               | Chenzhou                                                                 | Cina                                                                     | 0 – 0                                                                    | Palestina                                                                | Amichevole                                                               | -                                                                        | Cap.                                                                     |
| 12-1-2015                                                                | Newcastle                                                                | Giappone                                                                 | 4 – 0                                                                    | Palestina                                                                | Coppa d'Asia 2015 - 1º turno                                             | -4                                                                       | Cap.                                                                     |
| 16-1-2015                                                                | Melbourne                                                                | Palestina                                                                | 1 – 5                                                                    | Giordania                                                                | Coppa d'Asia 2015 - 1º turno                                             | -5                                                                       | Cap.                                                                     |
| Totale                                                                   |                                                                          | Presenze (3º posto)                                                      | 68                                                                       |                                                                          | Reti                                                                     | -109                                                                     |                                                                          |

## Palmarès

### Club

#### Competizioni nazionali
- Campionato egiziano: 2

Al-Ahly: 2008-2009, 2009-2010
- Supercoppa d'Egitto: 1

Al-Ahly: 2008
- Sudan Cup: 1

Al-Merrikh: 2010

#### Competizioni internazionali
- CAF Champions League: 1

Al-Ahly: 2008
- Supercoppa CAF: 1

Al-Ahly: 2009

### Nazionale
- AFC Challenge Cup: 1

Maldive 2014